# Bitka pri Cedar Bridge
Bitka pri Cedar Bridge, ki se je odvijala v občini Barnegat, New Jersey, je bila ena zadnjih bitk ameriške revolucionarne vojne, med kontinentalno milico pod poveljstvom stotnikov Richarda Shrevea in Edwarda Thomasa ter lojalistično milico pod poveljstvom Johna Bacona 27. decembra 1782.
Bacon je ubil 30 spečih ameriških mornarjev na kolonistični ladji Alligator in izvedel druga teroristična dejanja nad domnevnimi kontinentalnimi podporniki. Guverner New Jerseyja William Livingston je ponudil nagrado 50 funtov za Baconovo ujetje.
Kontinentalna milica, pod poveljstvom Richarda Shrevea in Edwarda Thomasa, se je decembra 1782 odpravila lovit Bacona. Po več dneh neuspešnega iskanja se je vrnila v Burlington, New Jersey. Na poti so se kontinentalci ustavili v gostilni blizu mostu, nevedoč, da sta Bacon in njegovi možje na drugi strani.
Ko je izvedel, da je kontinentalna milica blizu, je imel Bacon malo časa za pobeg, zato se je odločil zabarikadirati most in odpreti ogenj na kontinentalce. Potem, ko so nekaj časa zadrževali kontinentalce, so jih ti začeli premagovati. Lokalni prebivalci so slišali streljanje in prišli na pomoč lojalistom, kar je Baconu in njegovim možem dalo čas za pobeg. Kontinentalci so premagali lokalne lojalistične podpornike in jih nekaj zajeli.

Bacon je bil odkrit, ujet in ubit v gostilni v Tuckertonu, New Jersey, nekaj mesecev po spopadu. Med tamkajšnjim prebivalstvom je bil tako osovražen, da so njegovo truplo paradirali po mestu in po podeželju, preden so ga pokopali v neoznačen grob.